# Folketingswahl 1973
- K: 6
- Y: 0
- F: 11
- A: 46
- B: 20
- E: 5
- M: 14
- Sonst.: 4
- Q: 7
- V: 22
- C: 16
- Z: 28

Die Folketingswahl 1973 am 4. Dezember war die 54. Wahl zum dänischen Parlament, dem Folketing. Ausgeschrieben wurde die Wahl am 8. November desselben Jahres. 
Alle bisher vertretenen Parteien verloren Stimmenanteile, am härtesten getroffen wurden hierbei die regierenden Sozialdemokraten und die oppositionelle Konservative Folkeparti. Zwei neue Parteien traten erstmals an und etablierten sich für die folgenden 28 Jahre im Parlament: die libertär-populistische Fremskridtspartiet wurde mit fast 16 Prozentpunkten aus dem Stand zur zweitgrößten Partei, die Centrum-Demokraterne erhielten 7,8 % der Stimmen und konnte ebenfalls deutlich die Sperrklausel überschreiten. Mit der Kristeligt Folkeparti, der Danmarks Kommunistiske Parti und Danmarks Retsforbund schafften drei weitere Parteien den Neueinzug ins Parlament und erhöhten so die Anzahl dort vertretener Parteien von fünf auf zehn. Aufgrund der deutlichen Umgestaltung der Parteienlandschaft wird diese Wahl in Dänemark als Jordskredsvalget („Erdrutschwahl“) bezeichnet.
Die Regierung der Sozialdemokraten unter Anker Jørgensen hatte nach dieser Wahl zunächst keine Zukunft. Stattdessen bildete die liberale Venstre eine Minderheitsregierung mit Poul Hartling als Ministerpräsidenten. Das Kabinett Hartling war in der dänischen Geschichte nicht nur die Regierung mit den wenigsten Ministern, sondern auch mit dem geringsten Sitzanteil im Folketing. Die Venstre verfügte nur über 22 der 179 Mandate und war auf die Tolerierung durch mehrere andere Parteien angewiesen.

## Wahlmodus
Wahlberechtigt zur Folketingswahl waren alle dänischen Staatsbürger, die das 20. Lebensjahr vollendet hatten und einen Wohnsitz in Dänemark besaßen. Jeweils zwei Mandate wurden auf den Färöern und auf Grönland vergeben, 175 Mandate wurden im übrigen Dänemark in einer Verhältniswahl vergeben. Dabei wurden zunächst 135 so genannte Wahlkreismandate (kredsmandater) auf die 17 Groß- und Amtskreise (stor- og amtskredse) aufgetrennt und dort nach dem regionalen Stimmverhältnis verteilt. Anschließend wurden landesweit nochmals weitere 40 Ausgleichsmandate (tillægsmandater) ausgegeben, um den Stimmverhältnissen möglichst nahe zu kommen. Für diese Mandatsverteilung galt eine Zwei-Prozent-Hürde, die allerdings mit einem Wahlkreismandat umgangen werden konnte.

## Ergebnisse

### Dänemark
| Partei                                             | Liste              | Stimmen   | Prozent   | ± %       | Sitze     | ± Sitze   |
| -------------------------------------------------- | ------------------ | --------- | --------- | --------- | --------- | --------- |
| Socialdemokratiet Sozialdemokraten                 | A                  | 783.145   | 25,6 %    | −11,7     | 46        | ▼24       |
| Fremskridtspartiet Fortschrittspartei              | Z                  | 485.289   | 15,9 %    | neu       | 28        | ▲28       |
| Venstre, Danmarks Liberale Parti Liberale Partei   | V                  | 374.283   | 12,3 %    | −3,3      | 22        | ▼ 8       |
| Det Radikale Venstre Sozialliberale                | B                  | 343.117   | 11,2 %    | −3,2      | 20        | ▼ 7       |
| Det Konservative Folkeparti Konservative           | C                  | 279.391   | 09,2 %    | −7,5      | 16        | ▼15       |
| Centrum-Demokraterne Zentrumsdemokraten            | M                  | 236.784   | 07,8 %    | neu       | 14        | ▲14       |
| Socialistisk Folkeparti Sozialistische Volkspartei | F                  | 183.522   | 06,0 %    | −3,1      | 11        | ▼ 6       |
| Kristeligt Folkeparti Christliche Volkspartei      | Q                  | 123.573   | 04,0 %    | +2,0      | 07        | ▲ 7       |
| Danmarks Kommunistiske Parti Kommunistische Partei | K                  | 110.715   | 03,6 %    | +2,2      | 06        | ▲ 6       |
| Danmarks Retsforbund Gerechtigkeitsbund            | E                  | 087.904   | 02,9 %    | +1,2      | 05        | ▲ 5       |
| Venstresocialisterne Linkssozialisten              | Y                  | 044.843   | 01,5 %    | −0,1      | 0         | –         |
| Parteilose                                         | Parteilose         | 000.637   | 00,0 %    | −0,0      | 0         | –         |
|                                                    |                    |           |           |           |           |           |
| Wahlberechtigte                                    | Wahlberechtigte    | 3.460.737 | 3.460.737 | 3.460.737 | 3.460.737 | 3.460.737 |
| Abgegebene Stimmen                                 | Abgegebene Stimmen | 3.070.253 | 3.070.253 | 3.070.253 | 3.070.253 | 3.070.253 |
| Gültige Stimmen                                    | Gültige Stimmen    | 3.053.203 | 3.053.203 | 3.053.203 | 3.053.203 | 3.053.203 |
| Wahlbeteiligung                                    | Wahlbeteiligung    | 88,7 %    | 88,7 %    | 88,7 %    | 88,7 %    | 88,7 %    |

### Färöer
| Partei                                       | Stimmen | Prozent | ± %    | Sitze  | ± Sitze |  |
| -------------------------------------------- | ------- | ------- | ------ | ------ | ------- |  |
| Javnaðarflokkurin Sozialdemokraten           | 3.772   | 28,6 %  | −3,2   | 1      | ▬ 0     |  |
| Tjóðveldisflokkurin Republikaner             | 3.312   | 25,1 %  | neu    | 1      | ▲ 1     |  |
| Fólkaflokkurin Volkspartei                   | 2.690   | 20,4 %  | −0,0   | 0      | –       |  |
| Sambandsflokkurin Unionisten                 | 2.533   | 19,2 %  | −2,5   | 0      | ▼ 1     |  |
| Sjálvstýrisflokkurin Selbstverwaltungspartei | 0.553   | 04,2 %  | −0,7   | 0      | –       |  |
| Framburðsflokkurin Fortschrittspartei        | 0.258   | 02,0 %  | −0,8   | 0      | –       |  |
| Parteilose                                   | 0.072   | 00,5 %  | −17,9  | 0      | –       |  |
|                                              |         |         |        |        |         |  |
| Wahlberechtigte                              | 24.259  | 24.259  | 24.259 | 24.259 | 24.259  |  |
| Abgegebene Stimmen                           | 13.237  | 13.237  | 13.237 | 13.237 | 13.237  |  |
| Gültige Stimmen                              | 13.190  | 13.190  | 13.190 | 13.190 | 13.190  |  |
| Wahlbeteiligung                              | 54,6 %  | 54,6 %  | 54,6 % | 54,6 % | 54,6 %  |  |

### Grönland
In beiden Aufstellungskreisen traten die bisherigen Amtsinhaber erneut an, unterlagen jedoch beide ihren Herausforderern.
| Kandidat             | Stimmen                                                          | Prozent                                                          | Sitze                                                            | ± Sitze                                                          |                      |
| 1. Aufstellungskreis | 1. Aufstellungskreis                                             | 1. Aufstellungskreis                                             | 1. Aufstellungskreis                                             | 1. Aufstellungskreis                                             | 1. Aufstellungskreis |
| -------------------- | ---------------------------------------------------------------- | ---------------------------------------------------------------- | ---------------------------------------------------------------- | ---------------------------------------------------------------- | -------------------- |
| Lars Emil Johansen   | 3.244                                                            | 55,9 %                                                           | 1                                                                | ▲ 1                                                              |                      |
| Knud Hertling        | 2.562                                                            | 44,1 %                                                           | 0                                                                | ▼ 1                                                              |                      |
| 2. Aufstellungskreis |                                                                  |                                                                  |                                                                  |                                                                  |                      |
| Nikolaj Rosing       | 5.187                                                            | 51,5 %                                                           | 1                                                                | ▲ 1                                                              |                      |
| Moses Olsen          | 4.876                                                            | 48,5 %                                                           | 0                                                                | ▼ 1                                                              |                      |
|                      |                                                                  |                                                                  |                                                                  |                                                                  |                      |
| Wahlberechtigte      | 24.215 1. Aufstellungskreis: 09.559 2. Aufstellungskreis: 14.656 | 24.215 1. Aufstellungskreis: 09.559 2. Aufstellungskreis: 14.656 | 24.215 1. Aufstellungskreis: 09.559 2. Aufstellungskreis: 14.656 | 24.215 1. Aufstellungskreis: 09.559 2. Aufstellungskreis: 14.656 |                      |
| Abgegebene Stimmen   | 16.381 1. Aufstellungskreis: 05.982 2. Aufstellungskreis: 10.399 | 16.381 1. Aufstellungskreis: 05.982 2. Aufstellungskreis: 10.399 | 16.381 1. Aufstellungskreis: 05.982 2. Aufstellungskreis: 10.399 | 16.381 1. Aufstellungskreis: 05.982 2. Aufstellungskreis: 10.399 |                      |
| Gültige Stimmen      | 15.869 1. Aufstellungskreis: 05.806 2. Aufstellungskreis: 10.063 | 15.869 1. Aufstellungskreis: 05.806 2. Aufstellungskreis: 10.063 | 15.869 1. Aufstellungskreis: 05.806 2. Aufstellungskreis: 10.063 | 15.869 1. Aufstellungskreis: 05.806 2. Aufstellungskreis: 10.063 |                      |
| Wahlbeteiligung      | 67,6 % 1. Aufstellungskreis: 62,6 % 2. Aufstellungskreis: 71,0 % | 67,6 % 1. Aufstellungskreis: 62,6 % 2. Aufstellungskreis: 71,0 % | 67,6 % 1. Aufstellungskreis: 62,6 % 2. Aufstellungskreis: 71,0 % | 67,6 % 1. Aufstellungskreis: 62,6 % 2. Aufstellungskreis: 71,0 % |                      |